# 灰头麻鸭
灰头麻鸭（学名：Tadorna cana），是雁形目鸭科的一种鸟类。

## 特征
灰头麻鸭体重约1182克，翼长约345.2毫米，嘴峰长约52.9毫米，喙宽度约19.8毫米，喙厚度约13.9毫米，跗蹠长约57.4毫米，尾长约110.4毫米。灰头麻鸭是部分迁徙的鸟类，其栖息在开放的湖泊、沼泽等湿地环境中，食性为草食性。

## 分布
南非的卡鲁地区。